# Louis de Carbonnier de Marzac
Louis de Carbonnier de Marzac est un homme politique français né le 11 mai 1810 à Saint-Cyprien (Dordogne) et décédé le 3 novembre 1875 à Lectoure (Gers).
Avocat à Bordeaux, conseiller général, il est député de la Dordogne de 1871 à 1875, siégeant au centre droit.

## Sources
- « Louis de Carbonnier de Marzac », dans Adolphe Robert et Gaston Cougny, Dictionnaire des parlementaires français, Edgar Bourloton, 1889-1891 [détail de l’édition]